# محمود خلیل (بازیکن فوتبال)
محمود خلیل (انگلیسی: Mahmoud Khalil؛ زادهٔ ۱۲ ژانویهٔ ۱۹۹۵) بازیکن فوتبال اهل عراق است.
وی همچنین در تیم ملی فوتبال عراق بازی کرده‌است.